# Gilmonde
Gilmonde ist eine Gemeinde (Freguesia) im nordportugiesischen Kreis Barcelos.

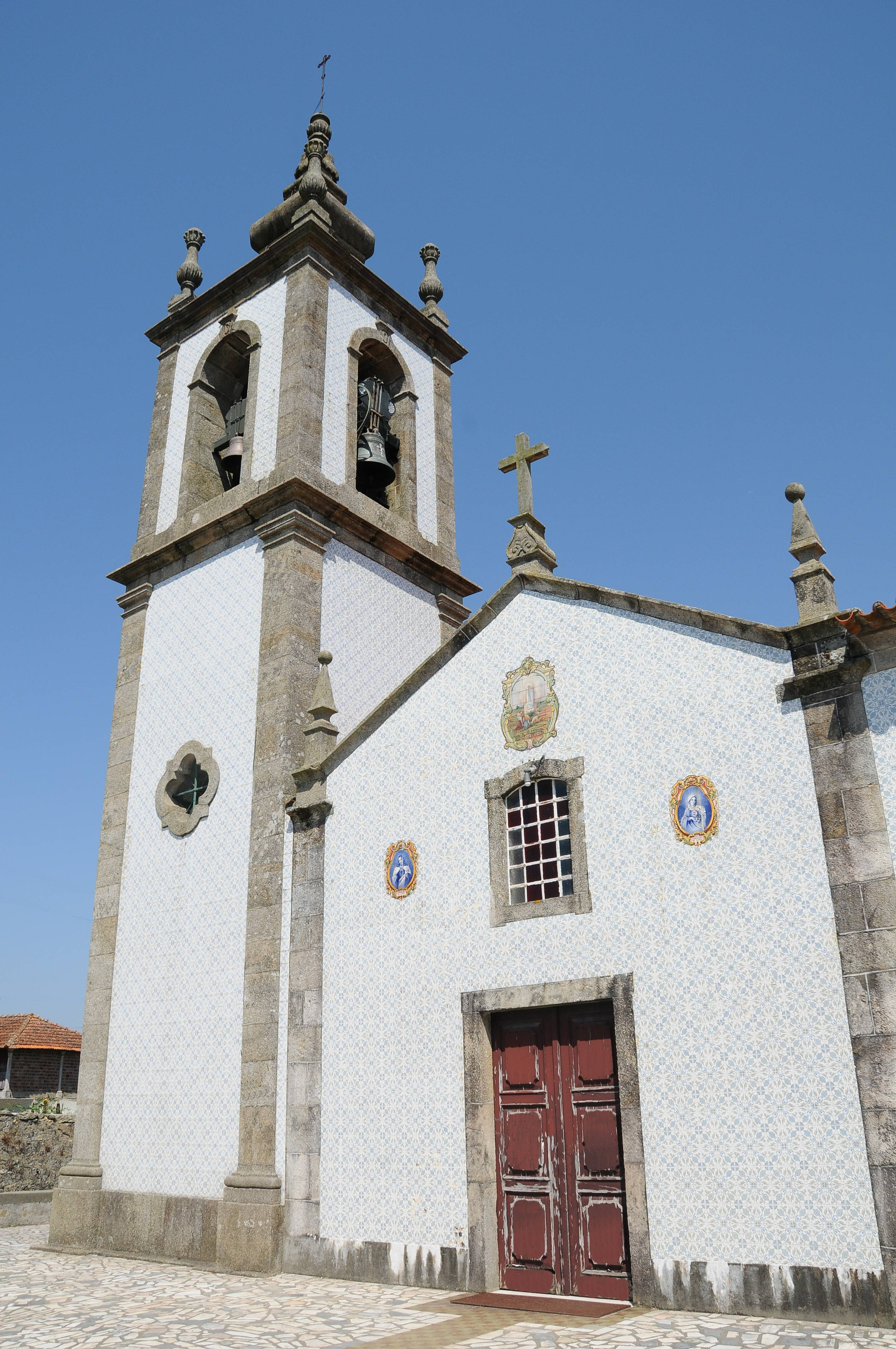
Kirche von Gilmonde

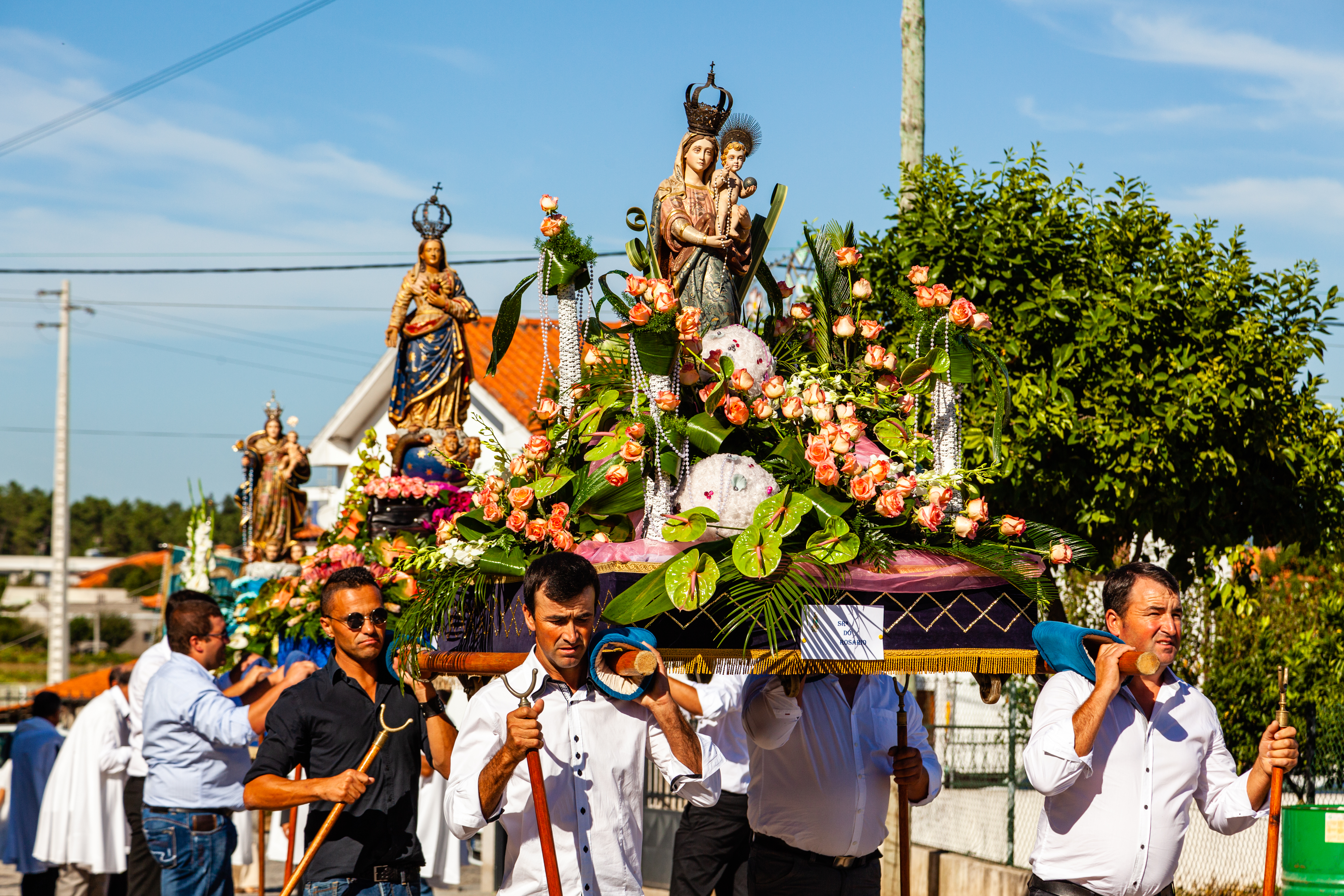
Prozession in Gilmonde 2013

 In ihr leben 1497 Einwohner (Stand 19. April 2021).

## Bauwerke
- Castelo de Faria